# Toru Yasutake
Toru Yasutake (安武 亨 Yasutake Toru?), född 10 december 1978 i Fukuoka prefektur, är en japansk före detta fotbollsspelare.
Yasutake började sin karriär 1997 i Sanfrecce Hiroshima. Han avslutade karriären 1998.